# Horstedt (Wümme-Rotenburgi járás)
Horstedt település Németországban, azon belül Alsó-Szászország tartományban. Lakosainak száma 1269 fő (2023. december 31.).

## Népesség
A település népességének változása:
| Lakosok száma | 1277 | 1302 | 1310 | 1278 | 1279 | 1269 |
|               | 2016 | 2017 | 2019 | 2021 | 2022 | 2023 |